# Сан-Хосе Эртквейкс (1974—1988)
«Сан-Хосе Эртквейкс» — бывший профессиональный американский футбольный клуб, существовавший с 1974 по 1988 год. Команда начала как расширение франчайзинга в Североамериканской футбольной лиге. С 1983 по 1984 год команда была известна как «Голдэн Бэй Эртквейкс». За это время они играли в MISL и NASL.
После распада NASL в 1984 году вновь вернулась старое название команды — «Сан-Хосе Эртквейкс» (до присоединения к Западному Футбольному Альянсу в 1985 году, где они играли до расформирования лиги после сезона 1988 года).
Название «Эртквейкс» (землетрясения) было придумано путём проведения конкурса газетой «San Jose Mercury News».

## Тренеры
- Билл Фоулкс (1980)